# Казьмірув
Казьмірув (пол. Kaźmirów) — село в Польщі, у гміні Ґалевиці Верушовського повіту Лодзинського воєводства.
Населення — 120 осіб (2011).
У 1975-1998 роках село належало до Каліського воєводства.

## Демографія
Демографічна структура станом на 31 березня 2011 року:
|          | Загалом | Допрацездатний вік | Працездатний вік | Постпрацездатний вік |
| -------- | ------- | ------------------ | ---------------- | -------------------- |
| Чоловіки | 64      | 13                 | 42               | 9                    |
| Жінки    | 56      | 11                 | 31               | 14                   |
| Разом    | 120     | 24                 | 73               | 23                   |